# 36992 Jakubek
36992 Jakubek este o planetă minoră (asteroid) din centura de asteroizi. A fost descoperită pe 23 septembrie 2000 la Stația Anderson Mesa de Lowell Observatory Near-Earth-Object Search. 
Obiectul prezintă o orbită caracterizată de o semiaxă mare de 2,6390361 UAi, o excentricitate de 0,09, o înclinație de 5,77741 ° în raport cu ecliptica.